# ميخائيل بروك
ميخائيل بروك هو ملحن ومنتج أسطوانات ومخترِع وعازف قيثارة كندي، ولد في 1952 في تورونتو في كندا.

## وصلات خارجية
- الموقع الرسمي
- ميخائيل بروك على موقع IMDb (الإنجليزية)
- ميخائيل بروك على موقع ألو سيني (الفرنسية)
- ميخائيل بروك على موقع ميوزك برينز (الإنجليزية)
- ميخائيل بروك على موقع أول موفي (الإنجليزية)
- ميخائيل بروك على موقع بوكس أوفيس موجو (الإنجليزية)
- ميخائيل بروك على موقع قاعدة بيانات الأفلام السويدية (السويدية)
- ميخائيل بروك على موقع أول ميوزيك (الإنجليزية)
- ميخائيل بروك على موقع ديسكوغز (الإنجليزية)
- ميخائيل بروك على موقع قاعدة بيانات الفيلم (الإنجليزية)
- ميخائيل بروك على موقع كينوبويسك (الروسية)